# Мериден (Конектикат)
Мериден (енгл. Meriden) град је у америчкој савезној држави Конектикат. По попису становништва из 2010. у њему је живело 60.868 становника.

## Демографија
Према попису становништва из 2010. у граду је живело 60.868 становника, што је 2.624 (4,5%) становника више него 2000. године.
| Група             | 2000.          | 2010.          |
| Белци             | 40.709 (69,9%) | 35.809 (58,8%) |
| Афроамериканци    | 3.754 (6,4%)   | 5.876 (9,7%)   |
| Азијати           | 796 (1,4%)     | 1.277 (2,1%)   |
| Хиспаноамериканци | 12.296 (21,1%) | 17.590 (28,9%) |
| Укупно            | 58.244         | 60.868         |